# Brooklyn Heights (Missouri)
Brooklyn Heights è un villaggio degli Stati Uniti d'America, situato nello Stato del Missouri, nella contea di Jasper.